# Don’t Back Down
Don’t Back Down (englisch Gib nicht nach) ist ein Lied von Mammoth WVH, dem Soloprojekt des US-amerikanischen Musikers Wolfgang Van Halen. Es wurde am 26. März 2021 über EX1 veröffentlicht.

## Inhalt
Don’t Back Down ist ein Rocksong, der von Wolfgang Van Halen geschrieben und im Alleingang eingespielt wurde. Der Text ist in englischer Sprache verfasst. Don’t Back Down ist 3:45 Minuten lang, wurde in der Tonart G-Dur geschrieben und weist ein Tempo von 140 BPM auf. Produziert wurde das Lied von Michael Baskette. Wolfgang Van Halen beschrieb Don’t Back Down als ein Kampflied, wenn man will, dass „seine Mannschaft die gegnerische Mannschaft dezimieren soll“. Der Arbeitstitel für das Lied lautete Saltbath, was ein Wortspiel auf Sabbath ist. Laut Wolfgang Van Halen hat das Lied einen an Black Sabbath erinnernden Shuffle.
Das Musikvideo wurde in den 5150 Studios in Los Angeles gedreht und zeigt Wolfgang Van Halen in einer Sechsfachrolle. Vier der sechs Wolfgang Van Halens sind im Aufnahmeraum zu sehen, wie einen Take einspielen. Der Schlagzeuger nervt zuvor die anderen Musiker, in dem er zu spät erscheint. Zwei weitere Wolfgang Van Halens sitzen im Kontrollraum und beschreiben am Ende des Videos den Take als „fürchterlich“. Laut Wolfgang Van Halen will er mit dem Video einige Rockklischees auf den Arm nehmen.

## Rezeption
Andreas Schiffmann vom Onlinemagazin Musikreviews.de beschrieb Don’t Back Down als den „heimlichen Hit“ des Albums. Tony Hicks vom Onlinemagazin Riff bezeichnete Don’t Back Down als Feuerwerk mit einem großen Riff, einem lustigen Video und einer Stadionatmosphäre.
Don’t Back Down erreichte wie die Vorgängersingle Distance Platz eins der Billboard Mainstream Rock Songs. Das US-amerikanische Onlinemagazin Loudwire führte das Lied auf Platz 15 der 35 besten Rocksongs des Jahres.

## Weitere Verwendung
Ein US-amerikanischer Fernsehsender nutzte das Lied Don’t Back Down für ein Zusammenschnitt von Höhepunkten der Turnerin Simone Biles.